# Arenaria querioides subsp. fontiqueri
Arenaria querioides subsp. fontiqueri é uma subespécie de planta com flor pertencente à família Caryophyllaceae. 
A autoridade científica da subespécie é (P. Silva) Rocha Afonso, tendo sido publicada em Grupo Arenaria aggregata Pen. Iber. 11. 1981.

## Portugal
Trata-se de uma subespécie presente no território português, nomeadamente em Portugal Continental.
Em termos de naturalidade é endémica da região atrás referida.

## Protecção
Não se encontra protegida por legislação portuguesa ou da Comunidade Europeia.